# 美国导演工会
美国导演工会（英語：Directors Guild of America）是美国的一个代表电影和电视导演利益的工会，1936年作为电影导演工会（Screen Directors Guild）成立，1960年与广播电视导演工会（Radio and Television Directors Guild）合并。美国导演工会奖由它颁发，是奥斯卡最佳导演奖的重要风向标。